# 宮前町 (台北市)
宮前町（みやまえちょう）は、日本統治時代の台湾における台北市の行政区画。御成町の北、円山町の南に位置する。この町名は、台湾神社が由来となっている。現在の中山区中山北路二段、三段、農安街、双城街の一帯が宮前町に含まれる。

## 町内の施設
- 宮前公学校（現・中山国小）
- 馬偕病院（現・馬偕医院）
- 中国領事館